# A Causal Theory of Knowing

« A Causal Theory of Knowing » (Une théorie causale de la connaissance) est un essai philosophique écrit par Alvin Goldman en 1967, publié dans The Journal of Philosophy. Il est basé sur les théories de la connaissance existantes dans le domaine de l'épistémologie, l'étude de la philosophie à travers le champ de la connaissance. L'essai tente de définir la connaissance en reliant les faits, les croyances et les connaissances à travers des séries sous-jacentes et conjonctives appelées chaînes causales. Il fournit une théorie causale de la connaissance.
Une chaîne causale est décrite à plusieurs reprises comme une séquence d’événements pour laquelle un événement dans une chaîne provoque le suivant. Selon Goldman, ces chaînes ne peuvent exister qu’en présence d’un fait accepté, d’une croyance dans le fait et d’une raison pour que le sujet croie au fait. L'essai explore également les idées de perception et de mémoire à travers l'utilisation des chaînes causales et du concept de connaissance.

## Contexte
L'essai est considéré comme une amélioration et une réfutation de « Is Justified True Belief Knowledge? » (« La connaissance justifiée de la vraie croyance ? ») d'Edmund Gettier, qui est l'une des nombreuses tentatives visant à expliquer les conditions nécessaires au développement de la connaissance. Goldman met en œuvre le lien causal pour réitérer sa propre théorie de la connaissance. La connaissance existe, dit Goldman, si et seulement si la croyance est justifiée par une réaction à un fait accepté.
La théorie de Goldman s'oppose plus tard à celle de Michael Clark, déclarant que sa propre théorie comprenant des figures et des diagrammes est plus appropriée que celle de Clark. « A Causal Theory of Knowing » utilise des figures qui font des références explicites à des croyances causales. Le modèle de Clark n'utilise pas ces flèches, et Goldman déclare que l'absence de ces flèches rend le modèle de Clark déficient. 

## Auteur
Alvin Goldman, professeur de philosophie à l'université Rutgers, a écrit « A Causal Theory of Knowing » à la fin de sa troisième décennie. Goldman a obtenu son doctorat. Il est diplômé de l'université de Princeton et a enseigné dans de nombreuses universités. 
Les recherches de Goldman portent principalement sur l'épistémologie et d'autres sciences cognitives. "A Causal Theory of Knowing" est le premier article publié de Goldman expliquant ses propres vues sur l'épistémologie. Goldman a écrit plus de dix essais axés sur la connaissance et les sciences cognitives.

## Contenu
L'essai commence par une définition de la théorie d'Edmund Gettier, suivie de multiples réitérations de l'idée de liens causaux, de figures expliquant la connaissance à travers une perspective visuelle et de références à la perception et à la mémoire à travers des chaînes causales.
L'essai a tendance à se concentrer sur des exemples dans lesquels la connaissance ou d'autres sensations n'existent pas, plutôt que de prouver qu'un certain fait est connu. Goldman déclare également à plusieurs reprises qu’il ne souhaite pas expliquer le processus causal en détail, mais plutôt signaler des contre-exemples. À plusieurs reprises dans l'essai, il souligne également qu'il n'entend pas donner de réponses définitives à chacune des propositions évoquées.
Goldman recentre également l'idée de perception, ou connaissance par la sensation (en particulier la vue) en utilisant sa propre théorie de la connaissance. Le concept de perception causale indique que l'on observe quelque chose seulement si l'objet lui-même fait accepter la sensation visuelle comme connue. Ainsi, l’existence de l’objet doit être factuelle et il faut croire à son existence. Alors que toute connaissance provient de faits, la connaissance déduite émerge lorsque les faits liés aux objets physiques génèrent des données sensorielles qui peuvent être perçues comme des sens. Les données sensorielles peuvent également être utilisées pour tirer des conclusions, appelées connaissances déduites, sur certains faits liés aux objets physiques. 
À partir de « A Causal Theory of Knowing », Goldman construit l'idée que la mémoire est également un processus causal. La mémoire est expliquée comme étant une extension de la connaissance vers le futur, et se souvenir est l'acte de rappeler un fait déjà connu. En outre, la théorie affirme que si la connaissance est oubliée à un moment donné, elle ne peut pas être considérée comme un souvenir dans le futur. Selon Goldman, si un fait est connu au Temps 1 mais oublié au Temps 2, puis au Temps 3 où le fait est à nouveau perçu mais inconnu, au Temps 3 le fait original n'est pas un souvenir car il n'y a pas de lien de causalité entre le fait et le souvenir.